# Aspila metachrisea
Aspila metachrisea är en fjärilsart som beskrevs av George Francis Hampson 1903. Aspila metachrisea ingår i släktet Aspila och familjen nattflyn. Inga underarter finns listade i Catalogue of Life.